# Academia de Carreras Farragut
La Academia de Carreras Farragut (Farragut Career Academy, FCA), anteriormente Farragut High School, es una escuela preparaoria (high school) pública de Chicago, Illinois. Como parte de las Escuelas Públicas de Chicago (CPS por sus siglas en inglés), Farragut sirve a los distritos de North Lawndale y South Lawndale, incluyendo el barrio de La Villita ("Little Village"). La mascota es el Admirante.

## Historia
En el período después de la Segunda Guerra Mundial, los afroamericanos se mudaron a los barrios de la zona de Farragut. Los números de profesores y estudiantes negros aumentaron. La administración de la preparatorias tuvo dificultades para lidiar con el cambio. Desde 1971, la preparatoria estaba teniendo problemas con las pandillas y la discordia en los profesores y estudiantes.